# Jamal 402
Jamal 402 (russisch Ямал-402) ist ein kommerzieller Kommunikationssatellit der russischen Kommunikationssatellitenbetreibers Gazprom Space Systems.

## Missionsverlauf
Er wurde am 8. Dezember 2012 mit einer Proton-M-Rakete vom Startplatz 200/39 im kasachischen Kosmodrom Baikonur gestartet. Nach 9 Minuten und 15 Sekunden Flugzeit trennte sich die Oberstufe Bris-M mit dem Satelliten von der dritten Stufe der Proton. Etwa neun Stunden nach dem Start schaltete sich das Triebwerk der Oberstufe bei der vierten und letzten Zündung 240 Sekunden zu früh ab, wodurch der Satellit nicht seine geplante Umlaufbahn erreichte. Roskosmos teilte am 9. Dezember 2012 mit, dass die Systeme von Jamal 402 normal funktionieren und man plane den Satelliten mit Hilfe seines von EADS Astrium hergestellten Zweistofftriebwerkes S400 in eine annähernd kreisförmige Bahn um die Erde zu bringen. Dieses Manöver wurde am 15. Dezember 2012 nach einer vierten Brennphase vorläufig abgeschlossen und der Satellit in die Nähe seines Zielorbits gebracht.

## Technische Daten
Der dreiachsenstabilisierte Satellit ist mit 46 Ku-Band-Transpondern ausgerüstet und soll mit seinen vier festen und einem steuerbaren Beams von der Position 55° Ost aus Teile Afrikas, Europa, Teile des mittleren Ostens und Russland mit einer großen Bandbreite von Kommunikationsdiensten zu versorgen und gleichzeitig Dienste von Astra 1F zu übernehmen. Er wurde nach einem Auftrag vom 28. Mai 2010 auf Basis des Satellitenbus Spacebus 4000C3 von Thales Alenia Space gebaut und besitzt eine geplante Lebensdauer von 15 Jahren. Durch den erhöhten Antriebsbedarf und den damit verbundenen Treibstoffverbrauch rechnet man allerdings mit einer Verringerung der Lebensdauer auf geschätzt elf Jahre.